# IEC 62443
IEC 62443 è una serie di standard internazionali che si occupano della Cybersecurity per l'Operational Technology in ambito di automazione e sistemi di controllo. Lo standard è diviso in diverse sezioni e descrive aspetti sia tecnici che di processo della Cybersecurity in automazione e sistemi di controllo.
Divide gli argomenti di Cybersecurity per categoria e ruolo dell'interessato, incluso:
- l'operatore
- i fornitori di servizio (per l'integrazione e la manutenzione)
- i produttori di componenti e sistemi

Ciascuno dei diversi ruoli segue un approccio basato su valutazione del rischio per prevenire e gestire i rischi di sicurezza nelle rispettive attività.